# محمدهادی دیباجی
سید محمدهادی دیباجی (زادهٔ ۱۲ تیر ۱۳۶۲) بازیگر ایرانی است. او در رشتهٔ بازیگری در دانشکدهٔ هنرهای زیبای دانشگاه تهران تحصیل کرده‌است. او در آثاری از جمله فیلم سیب و سلما (۱۳۸۹) و پایان‌نامه (۱۳۸۹) و سریال عملیات ۱۲۵ (۱۳۸۷) نقش‌آفرینی کرده است.

## زندگی شخصی و هنری
وی قبل از ورود به عرصهٔ بازیگری، به عنوان چهره‌پرداز فعال بوده‌است. او در سال ۱۳۸۴ با ایفای نقش در فیلم سینمایی «جایی در دور دست»، بازی درسینما را تجربه کرد. پدر او «سید محمد دیباجی» در ۶ بهمن ماه سال ۱۳۶۵ در عملیات کربلای ۵ در شلمچه ایران، در ۳۱ سالگی کشته شد. هادی دیباجی ازدواج کرده است و دارای یک فرزند پسر است.
او در سریال برف بی صدا می بارد به کارگردانی پوریا آذربایجانی و تهیه کنندگی محمدرضا شفیعی در نقش سعید سنایی بازی کرد. هادی دیباجی در فیلم سینمایی «سیب و سلما» در نقش صادق به کارگردانی حبیب‌الله بهمنی به ایفای نقش پرداخت. در این فیلم چهره‌اش بیشتر شناخته شد و توانایی و استعداد خود را به منتقدان نشان داد. او در این فیلم سینمایی با بازیگرانی چون سوگل قلاتیان، جعفر دهقان و... همبازی بود.

## آثار

### سینما
| سال  | نام فیلم       | نوع      | کارگردان           |
| ---- | -------------- | -------- | ------------------ |
| ۱۳۹۸ | بوتاکس         | سینمایی  | رضا کاظمی          |
| ۱۳۹۷ | ونوشه          | داستانی  | مهدی حیدری         |
| ۱۳۹۷ | فیصل           | کوتاه    | رضا زرین بخش       |
| ۱۳۹۶ | درد مشترک      | سینمایی  | ناصر طاهریان       |
| ۱۳۹۵ | انجماد عقربه   | کوتاه    | عباس عمرانی بیدی   |
| ۱۳۹۳ | تابو           | سینمایی  | خسرو معصومی        |
| ۱۳۹۲ | باغ بهشت       | سینمایی  | مرتضی محمدیان      |
| ۱۳۹۱ | دامنه‌های سفید  | سینمایی  | محمد ابراهیم معیری |
| ۱۳۸۹ | پایان‌نامه      | سینمایی  | حامد کلاهداری      |
| ۱۳۸۹ | سیب و سلما     | سینمایی  | حبیب الله بهمنی    |
| ۱۳۸۹ | گلوگاه         | سینمایی  | محمد ابراهیم معیری |
| ۱۳۸۸ | زمهریر         | سینمایی  | علی روئین‌تن        |
| ۱۳۸۶ | زخم شانه حوا   | سینمایی  | حسین قناعت         |
| ۱۳۸۵ | بیرون از بهشت  | تله فیلم | خسرو معصومی        |
| ۱۳۸۴ | عروس بهشت      | تله فیلم | یوسف سیدمهدوی      |
| ۱۳۸۴ | جایی در دوردست | سینمایی  | خسرو معصومی        |

### تلویزیون
| سال       | نام سریال          | کارگردان                                   |
| --------- | ------------------ | ------------------------------------------ |
| ۱۴۰۳      | تانک‌خورها          | پرویز شیخ طادی                             |
| ۱۴۰۲      | بازپرس             | احمد معظمی                                 |
| ۱۴۰۱      | عملیات رعد         | اصغر نعیمی                                 |
| ۱۴۰۱      | تازه وارد          | رضا محبی نوری                              |
| ۱۴۰۱      | برف بی صدا می بارد | پوریا آذربایجانی                           |
| ۱۴۰۰      | احضار              | علیرضا افخمی                               |
| ۱۳۹۹-۱۴۰۰ | گاندو ۲            | جواد افشار                                 |
| ۱۳۹۸      | 9                  | سام سجادی                                  |
| ۱۳۹۷      | راه و بیراه        | داوود بیدل                                 |
| ۱۳۹۵      | دیوار شیشه‌ای       | نوید میهن‌دوست راما قویدل احمد معظمی        |
| ۱۳۹۳      | عملیات ۱۲۵         | مسعود آب‌پرور                               |
| ۱۳۹۱      | یک لحظه دیرتر      | راما قویدل ایرج کریمی فیاض موسوی رضا بهشتی |

### نمایش خانگی
| سال       | نام سریال | نقش      | کارگردان   |
| --------- | --------- | -------- | ---------- |
| ۱۴۰۱      | یاغی      | پدر ابرا | محمد کارت  |
| ۱۳۹۴-۱۳۹۵ | آسپرین    | گودرزی   | فرهاد نجفی |